# HMS Arethusa (1913)
Pour les autres navires du même nom, voir HMS Arethusa.
Le HMS Arethusa est un croiseur léger de classe Arethusa de la Royal Navy.

## Histoire
L’Arethusa est lancé le 25 octobre 1913 en tant que deuxième navire de la classe et est le premier à entrer en service en août 1914. Il remplace le croiseur HMS Amethyst en tant que navire amiral de la Force de Harwich et le croiseur éclaireur HMS Amphion, qui a coulé le 6 août 1914, en tant que leader de la 3e flottille de destroyers (en). Le commandant de la Force de Harwich, le commodore Reginald Tyrwhitt, avait demandé le remplacement de son navire amiral, car il ne pouvait pas suivre la vitesse des destroyers. L’Arethusa, arrivé à Harwich le 26 août, est immédiatement utilisé dans la compagnie contre les avant-postes allemands, ce qui aboutit à sa participation à la bataille de Heligoland.
Le 27 août, Tyrwhitt va sur l’Arethusa avec 16 destroyers modernes de classe L de la 3e flottille, suivi du capitaine Wilfred Blunt sur le HMS Fearless avec 16 destroyers plus anciens. Vers 8 h, l’Arethusa et ses destroyers découvrent le torpilleur allemand SMS G 194 dans la position attendue des navires allemands. Avec une visibilité de moins de trois milles marins, le Fearless et les destroyers de la 1re flottille sont à environ deux milles marins derrière et les six croiseurs de la 1re escadre de croiseurs légers sont à environ 13 km plus loin. Le G 194 court vers Heligoland et informe par radio le contre-amiral Leberecht Maass, qui informe le commandant des forces de reconnaissance et croiseurs de combat, Franz von Hipper. Hipper ignore l'ampleur de l'attaque britannique et ordonne aux croiseurs SMS Stettin et SMS Frauenlob de défendre la ligne d'avant-poste. Six autres croiseurs doivent soutenir les défenseurs le plus rapidement possible : le Mainz depuis l'Ems, les SMS Straßburg, Cöln, Ariadne, Stralsund et Kolberg depuis Jade ainsi que les Danzig et München depuis Brunsbüttel.
Tyrwhitt ordonne à quatre destroyers autour du HMS Laurel de poursuivre le G 194. Le bruit de la bataille conduit plus de torpilleurs allemands sur le champ de bataille, certains sont immédiatement touchés par les tirs britanniques. Tout le monde essaie d'atteindre Heligoland et la protection des batteries locales, mais elles n'interviennent pas, elles ne peuvent pas distinguer les bateaux. À 8 h 58, le Stettin et le Frauenlob arrivent et les destroyers britanniques se replient à côté de leurs croiseurs Arethusa et Fearless. Le Frauenlob se bat avec l’Arethusa, tandis que le Stettin se retire avec les torpilleurs.
En théorie, l’Arethusa est supérieur, mais son équipage est inexpérimenté et ses nouveaux canons Mk V sont sujets aux avaries. Deux sont bloqués et un troisième est touché. La Frauenlob touche plusieurs fois l’Arethusa avant le que britannique réplique et détruit son pont. 37 hommes et le commandant sont blessés, cinq hommes sont morts. Le Frauenlob, frappé dix fois au total, se retire à Heligoland puis à Wilhelmshaven avec le torpilleur SMS V 3, qui remorquait le bateau gravement endommagé SMS T 33.
À partir de 9 h 12, Tyrwhitt court vers l'ouest et rencontre six autres torpilleurs allemands. Le SMS V 187 est coulé avant que le Stettin ne puisse intervenir. L’Arethusa gravement endommagé retrouve le Fearless à 11 h 17 et les deux croiseurs s'arrêtent pendant 20 minutes pour effectuer les réparations nécessaires.

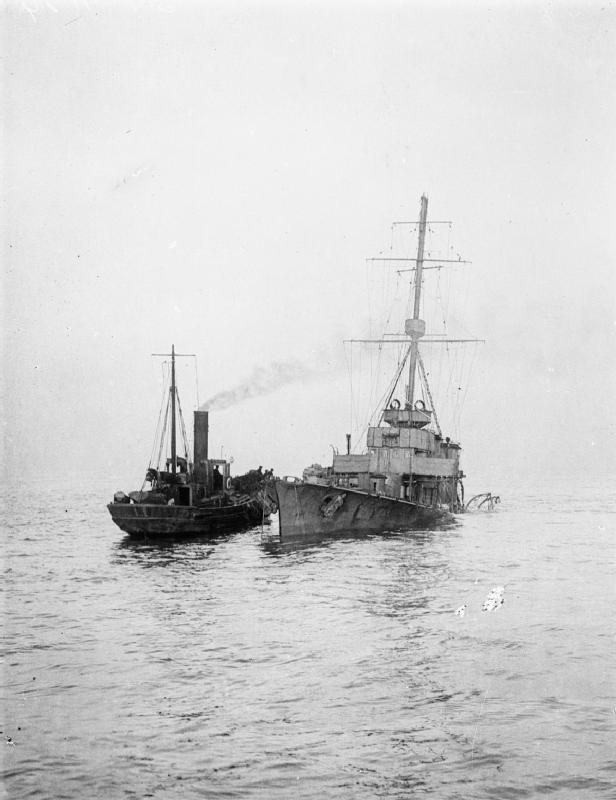
Un remorqueur le long de l'épave.

Le Straßburg, le premier des croiseurs alertés à arriver de Jade, découvre l’Arethusa et l'attaque avec de l'artillerie et des torpilles. Les destroyers qui les accompagnent chassent le Straßburg avec des attaques de torpilles, tout comme le Cöln qui est arrivé par la suite avec le contre-amiral Maass à bord. Tyrwhitt demande des renforts à Beatty. À 12 h 30, la formation de Tyrwhitt est attaquée par le Mainz. Les croiseurs de Goodenough arrivent qu'après 20 minutes de combats et font fuir le Mainz. À 13 h 20, le Mainz est abandonné par son commandant. Le destroyer britannique Lurcher rejoint le Mainz et sauve une grande partie de l'équipage avant qu'il coule. Le Straßburg et le Cöln tentent une attaque conjointe, qui se termine avec l'arrivée de Beatty et des croiseurs de guerre.
L’Arethusa gravement endommagé est remorqué par le croiseur blindé HMS Hogue. 11 membres de son équipage sont morts et 17 blessés.
Lorsque les croiseurs de combat allemands bombardent pour la première fois la côte britannique à Gorleston et Yarmouth le 3 novembre 1914, l’Arethusa réparé recherche les croiseurs allemands, sans succès.
Il participe à l'attaque de bases de zeppelins à Cuxhaven le 25 décembre 1914.
L’Arethusa participe ensuite à la bataille du Dogger Bank. À la fin de la bataille, l’Arethusa touche le SMS Blücher avec deux torpilles et sauve 260 survivants du croiseur blindé allemand.
En juin 1915, il devient le vaisseau amiral de la nouvelle 5e escadrede croiseurs légers et reste le navire amiral de Tyrwhitt. Dans ce rôle, il est l'une des forces de sécurité pour l'attaque d'hydravions sur Borkum en juillet. Comme beaucoup de ses sister-ships, il participe à la recherche du croiseur allemand SMS Meteor. En septembre 1915, l’Arethusa arrête quatre chalutiers allemands.
Le 11 février 1916, l’Arethusa au large de Felixstowe touche une mine probablement posée la veille par le sous-marin minier allemand SM UC-7. L'explosion tue six marins et immobilise la propulsion. Une grande quantité d'eau s'infiltre. 300 personnes sont sauvées. La tentative de remorquer le navire échoue. En août, après que l'épave se soit entretemps cassée en deux parties, les tentatives de sauvetage sont abandonnées et seuls les objets utilisables sont récupérés.